# Visualización creativa (Nueva Era)
La visualización creativa es un término utilizado por la Nueva era, la psicología popular y los autores y profesores de autoayuda en dos contextos.
En primer lugar, algunos lo utilizan para denotar la práctica de generar imágenes mentales visuales positivas y agradables con la intención de recuperarse de una enfermedad o discapacidad física y eliminar el dolor psicológico. En segundo lugar, otros lo utilizan para significar la generación de imágenes mentales visuales autobiográficas, mediante las cuales el participante se ve a sí mismo en circunstancias deseadas, comúnmente evocando imágenes prospectivas que representan abundancia de riqueza financiera, éxito profesional o vocacional, salud y felicidad.

## Contexto

### Visualización creativa y popularidad de la Nueva Era
El uso del término Visualización Creativa para referirse a la práctica de visualizar imágenes mentales idealizadas autobiográficas indicativas de objetivos físicos, psicológicos, sociales y económicos ha permanecido como uno de los muchos objetivos de autorrealización o autoactualización característicos de la psicología popular y de la Nueva era desde que la autora de desarrollo personal Shakti Gawain publicó un libro titulado Creative Visualization en 1978.
La primera línea del libro dice "La visualización creativa es la técnica de crear lo que quieres en tu vida". Los siguientes párrafos iniciales definen la imaginación como la "energía creativa del universo" y presentan el libro como un medio por el cual utilizar la imaginación así definida para "crear lo que realmente quieres: amor, satisfacción, disfrute, relaciones satisfactorias, gratificantes trabajo, autoexpresión, salud, belleza, prosperidad, paz interior y armonía".

### Orígenes delsigloXIXen el Nuevo Pensamiento
El libro de Gawain popularizó una premisa derivada del movimiento del Nuevo Pensamiento que se inició durante el siglo XIX, principalmente en Estados Unidos y Reino Unido. La premisa es que los individuos tienen una mente que contiene un contenido mental, incluidos pensamientos, imágenes, recuerdos y predicciones, que se manifiestan a través de la experiencia de vivir.

## Reclamaciones e hipótesis
Según los defensores del Nuevo Pensamiento, las enfermedades físicas y mentales, así como las circunstancias desafortunadas, son consecuencia de tal contenido mental. Además, alegan que cuando un individuo controla, modifica y regula su mente y contenido mental, entonces la vida material y la experiencia de vivir se altera en consecuencia, curando enfermedades físicas, discapacidades y dolores psicológicos, y transformando la indigencia y la miseria en riqueza, autonomía y felicidad.
El libro de Gawain se centra principalmente en realizar cambios en las imágenes mentales visuales y le atribuye la capacidad de obstaculizar o facilitar el potencial de un individuo, citando historias anecdóticas extraídas de su experiencia y la de otros para respaldar su tesis.
Posterior a la popularidad del libro, la práctica de la visualización creativa, como la describe Gawain, siguió siendo una característica básica y estable dentro del movimiento New Age, los medios de autoayuda y la psicología popular de los años 80, 90 y la primera década del siglo XXI.

## Energía universal en las culturas orientales
La creencia en una fuerza o energía de vida universal fue y sigue siendo común a diversas tradiciones antiguas, donde se le llama Qi o Ch'i en la cultura china, (chino tradicional: 氣), (chino simplificado: 气), y Prana (sánscrito: प्राण) en la filosofía, la religión y la cosmología hindúes de la India, y, por lo tanto, no fue un concepto original formulado por Gawain.

## Visualización creativa y energía universal en elsigloXXI
La afirmación de que los pensamientos y las imágenes mentales visuales están compuestos de una energía universal descrita por Gawain en 1978 como la "energía creativa del universo", que puede ser sometida al control volitivo mediante la Visualización Creativa, fue amplificada y exagerada veintiocho años después por la autora y productora de televisión, Rhonda Byrne.
En 2006, Byrne hizo una película llamada El secreto, y compiló un libro posterior del mismo nombre, que hizo afirmaciones significativas sobre el uso potencial humano de tal energía, y popularizó una máxima llamada Ley de Atracción, propuesta originalmente en 1906 por el autor del Nuevo Pensamiento William Walker Atkinson, en su libro Thought Vibration or the Law of Attraction in the Thought World.
El libro y la película de Byrne, The Secret, y su interpretación de la Ley de Atracción, hacían tres afirmaciones. En primer lugar, los pensamientos y otros contenidos mentales , como las imágenes visuales, se componen de "energía pura". En segundo lugar, que esta es la misma energía que impregna a todos, a todo, y le da orden al universo. En tercer lugar, que esta energía obedece al principio de "lo igual atrae a lo igual", de modo que al tener pensamientos negativos, o visualizar imágenes desagradables o indeseables, la energía de la que supuestamente están hechos esos pensamientos e imágenes atraerá la manifestación material de lo que se piensa o se visualiza.
Según los defensores de esta máxima, incluidos Bob Proctor, Neale Donald Walsch y Jack Canfield, también es lógicamente reversible, de modo que las circunstancias negativas o indeseables deben interpretarse como el resultado causal de pensamientos e imágenes negativas.

## Críticas
La inspiración de Byrne para El secreto
 provino de un libro titulado La ciencia de hacerse rico, del escritor Wallace D. Wattles, publicado originalmente en 1910. Las afirmaciones hechas en la película y el libro El secreto han sido ampliamente criticadas, a veces mordazmente, por varios comentaristas, por insinuar que circunstancias y condiciones indeseables, como la pobreza, el dolor físico y psicológico, son el resultado exclusivo de no ejercer control sobre la mente al aprovechar y dirigir con éxito una energía universal hipotética, un concepto en el que se basan muchos principios y prácticas de la Nueva Era.
El concepto de pensamiento positivo tiene implicaciones de gran alcance en muchos ámbitos, por lo que es una ideología peligrosa de promover. Simplemente pensando en positivo, las personas pueden "curarse" a sí mismas de enfermedades físicas, como el cáncer, y con frecuencia rechazarán la intervención médica por tales motivos. Después de que El secreto se emitió en el programa de Oprah Winfrey, por ejemplo, una mujer con el nombre de Kim Tinkham le escribió una carta a Oprah diciéndole que usaría imágenes mentales positivas para luchar contra su diagnóstico de cáncer de mama. Para creer en el poder del pensamiento positivo para curarse de una enfermedad o mejorar las circunstancias de la vida, es necesario sacrificar el pensamiento racional, ya que va en contra de todo lo conocido sobre el funcionamiento del mundo. El costo de promover el movimiento de pensamiento positivo da como resultado la pérdida de vidas cuando las personas comienzan a rechazar los tratamientos médicos a favor de "curarse" a sí mismos. También hay otros costos. Por ejemplo, las empresas que se niegan a reconocer cualquier problema con sus estrategias comerciales porque las consideran demasiado pesimistas. La persona que señala las fallas en las estrategias comerciales es etiquetada como fatal y pesimista y un jugador de equipo inadecuado. En política, también es problemático porque muchas campañas y cambios de política se promueven a través de la pura creencia de los políticos de que una política o plataforma determinada será eficaz, más que por la solidez de la política en sí.
Es absolutamente necesario abordar los problemas que el movimiento de pensamiento positivo ha traído al sistema educativo. La influencia del movimiento de pensamiento positivo se puede ver en el avance hacia un sistema educativo que valora el impulso de la autoestima por encima del logro educativo. La idea era que aumentar la autoestima conduciría a un alto rendimiento académico, pero todo lo que ha sucedido es que nos enfocamos exclusivamente en aumentar la autoestima en detrimento de los logros educativos. Los maestros no pueden reprobar a los niños, por lo que están pasando por todos los grados sin importar su desempeño o cuánto conocimiento hayan demostrado, y pueden aprobar las tareas cuando les plazca. Tal sistema educativo, que ha sido influenciado por el movimiento de pensamiento positivo, es perjudicial para la sociedad en su conjunto porque produce niños con derechos que no tienen sentido de responsabilidad, trabajo duro o rendición de cuentas y probablemente no serán el tipo de ciudadanos que lo harán. Contribuir de manera significativa a la sociedad. Además, a estos niños les resultará difícil tener éxito en un entorno laboral en el que todavía se valoran mucho cualidades como la responsabilidad, el trabajo duro y la rendición de cuentas.